# Meghan Klingenberg
Meghan Elizabeth Klingenberg (ur. 2 sierpnia 1988 w Pittsburghu) – amerykańska piłkarka grająca na pozycji obrońcy. W swojej karierze grała w drużynach magicJack i Boston Breakers w lidze Women's Professional Soccer (WPS) oraz Reprezentacji USA. Jej obecnym klubem jest Portland Thorns uczestniczący w rozgrywkach National Women's Soccer League.

## Wczesne życie
Klingenberg urodziła się w Pittsburghu i wychowała na przedmieściach miasta w Gibsonii. Uczęszczała do Pine-Richland High School w latach 2003–2007, gdzie była kapitanem żeńskiej drużyny piłkarskiej. W 2005 roku pomogła Pine-Richland w zwycięstwie w mistrzostwach szkół średnich Pensylwanii oraz została wybrana do drużyny ogólnokrajowej przez NSCAA. Została również wyróżniona przez magazyn Parade.

### Uniwersytet Karoliny Północnej
Klingenberg studiowała na Uniwersytecie Karoliny Północnej w Chapel Hill i przez cztery lata była zawodniczką podstawowego składu drużyny akademickiej Tar Heels. Strzeliła dla zespołu 18 bramek, oraz zaliczyła 24 asysty. Była bardzo elastyczną zawodniczką grającą zarówno w obronie, pomocy jak i ataku.

## Kariera zawodnicza

### Klubowa

#### WPS, 2011

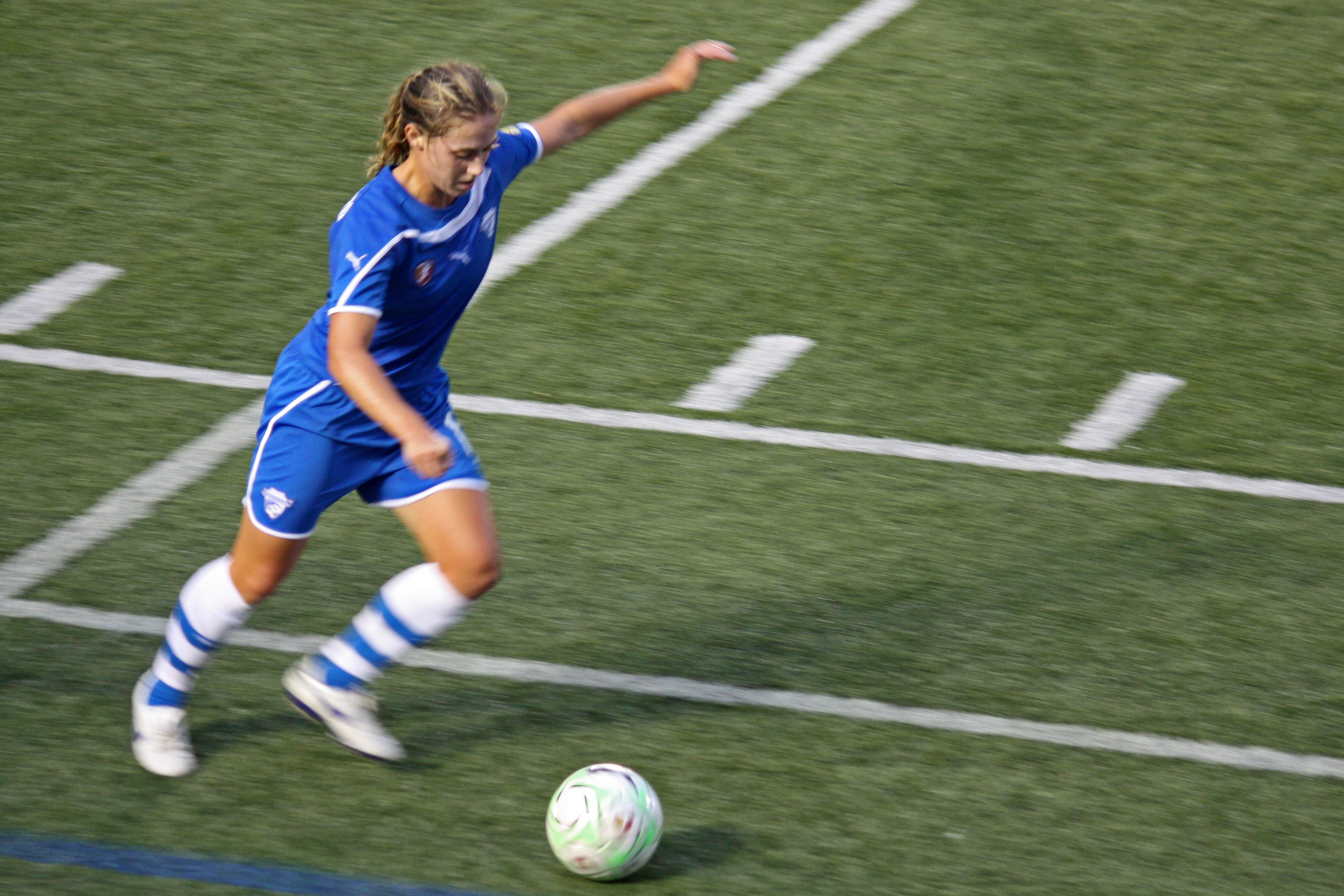
Meghan Klingenberg, Boston Breakers

W 2011, Klingenberg została wybrana przez klub Washington Freedom w pierwszej rundzie draftu ligi WPS. Po przeniesieniu klubu na Florydę i zmienieniu nazwy na magicJack, została sprzedana w czerwcu do Boston Breakers. W drużynie z Bostonu rozegrała 10 meczów, wszystkie w wyjściowym składzie i zakończyła sezon z 961 minutami gry, jedną bramką i dwoma asystami na koncie. Grała również dla zespołu Western New York Flash, z którym wygrała Women's Premier Soccer League Elite w 2012 roku.

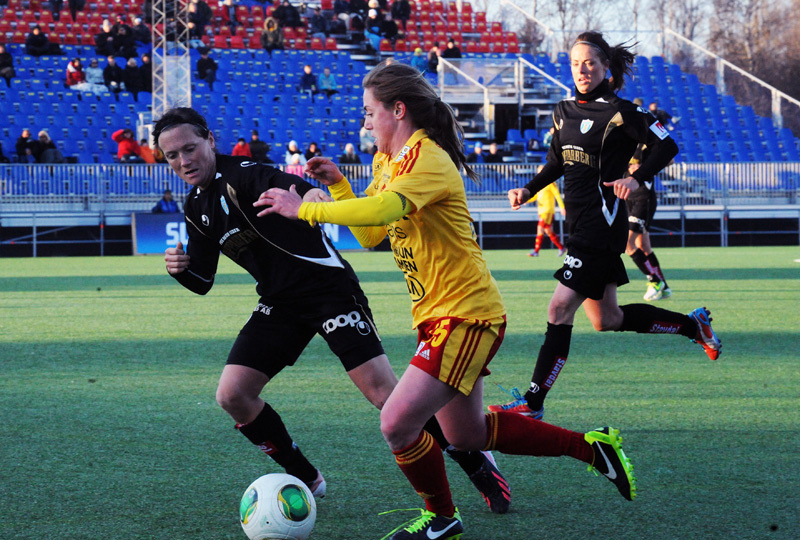
Klingenberg podczas Svenska Supercupen, kwiecień 2013

#### Tyresö FF, 2012–13
W 2012 roku Klingenberg podpisała kontrakt ze szwedzkim klubem Tyresö, z którym wygrała Damallsvenskan 2012.

#### Houston Dash, 2014–2015
10 stycznia 2014 roku ogłoszono, że Houston Dash wybrał Klingenberg w drafcie NWSL 2014 Przed dołączeniem do Dash zakończyła jeszcze udział w Lidze Mistrzyń UEFA z Tyresӧ FF. Klub z Houston opuściła w październiku 2015 roku po rozegraniu dziewięciu spotkań w jego barwach.

#### Seattle Reign, 2015–
26 października 2015 roku Klingenberg została wymieniona przez Houston Dash na Amber Brooks oraz przyszłe korzyści w College Draft 2017 i dołączyła do zespołu Seattle Reign.

### Międzynarodowe

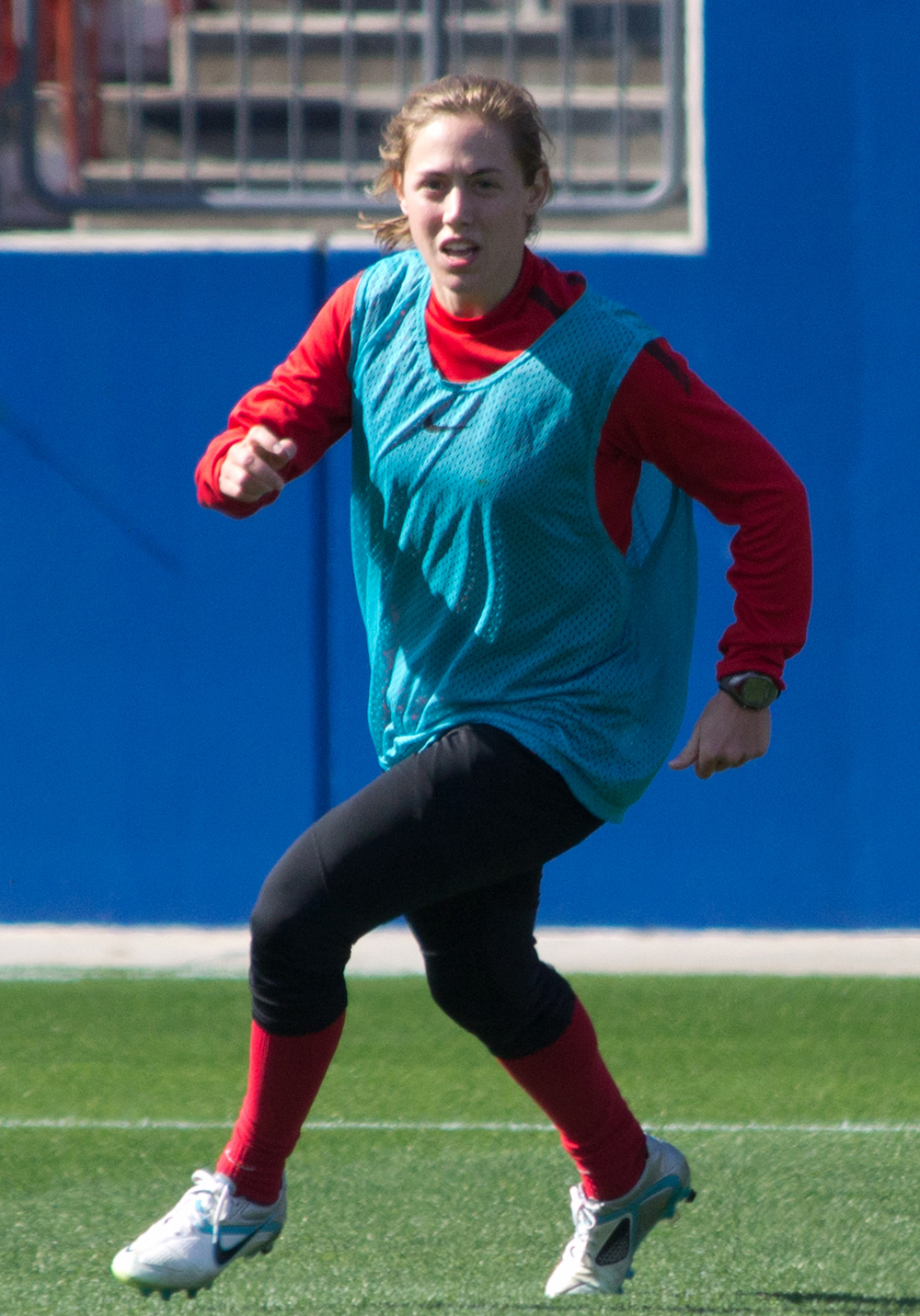
Trening USWNT we Frisco w Teksasie

Klingenberg grała w Reprezentacji USA na poziomach U-16, U-17, U-20 i U-23. Pierwszy raz została powołana do drużyny seniorskiej na Turniej Czterech Narodów 2011 i rozegrała podczas niego swoje pierwsze dwa spotkania. Była w szerokim składzie na Igrzyska Olimpijskie w 2012 roku. W marcu 2013, otrzymała powołanie do drużyny na mecze towarzyskie z Niemcami i Holandią.
Podczas Mistrzostw Świata w Piłce Nożnej Kobiet 2015 w Kanadzie Klingenberg była jedną z kluczowych zawodniczek reprezentacji USA, która wygrała turniej. Każdy mecz mistrzostw rozgrywała w podstawowym składzie.

### Bramki międzynarodowe
| Gol | Data       | Miejsce    | Przeciwnik    | Skład                   | Min | Asysta      | Wynik | Rezultat | Rozgrywki                               |
| --- | ---------- | ---------- | ------------- | ----------------------- | --- | ----------- | ----- | -------- | --------------------------------------- |
| 1   | 2014-10-20 | Waszyngton | Haiti         | cały mecz               | 57  | brak        | 3–0   | 6–0      | Mistrzostwa Świata kwalifikacje:Grupa A |
| 2   | 2015-04-04 | St. Louis  | Nowa Zelandia | 57.z. 57' (w. Chalupny) | 15  | brak        | 1–0   | 4–0      | towarzyski                              |
| 3   | 2015-08-16 | Pittsburgh | Kostaryka     | cały mecz               | 56  | Tobin Heath | 7–0   | 8–0      | towarzyski                              |

## Statystyki kariery
| Klub                   | Sezon            | Liga             | Liga    | Liga | Puchar  | Puchar | Inne    | Inne | Razem   | Razem |
| Klub                   | Sezon            | Dywizja          | Występy | Gole | Występy | Gole   | Występy | Gole | Występy | Gole  |
| ---------------------- | ---------------- | ---------------- | ------- | ---- | ------- | ------ | ------- | ---- | ------- | ----- |
| magicJack              | 2011             | WPS              | 2       | 0    | —       | —      | —       | —    | 2       | 0     |
| Boston Breakers        | 2011             | WPS              | 11      | 1    | —       | —      | —       | —    | 11      | 1     |
| Western New York Flash | 2012             | WPSL             | 3       | 2    | —       | —      | —       | —    | 3       | 2     |
| Tyresö                 | 2012             | Damallsvenskan   | 8       | 1    | 2       | 0      | —       | —    | 10      | 1     |
| Tyresö                 | 2013             | Damallsvenskan   | 20      | 1    | 2       | 0      | 1       | 0    | 23      | 1     |
| Tyresö                 | 2014             | Damallsvenskan   | 4       | 0    | 1       | 0      | —       | —    | 5       | 0     |
| Houston Dash           | 2014             | NWSL             | 7       | 0    | —       | —      | —       | —    | 7       | 0     |
| Houston Dash           | 2015             | NWSL             | 12      | 0    | —       | —      | —       | —    | 12      | 0     |
| Seattle Reign          | 2016             | NWSL             | 0       | 0    | —       | —      | —       | —    | 0       | 0     |
| Razem w karierze       | Razem w karierze | Razem w karierze | 67      | 5    | 5       | 0      | 1       | 0    | 73      | 5     |

## Wyróżnienia
Klingenberg w swojej karierze zdobyła cztery trofea. W 2012 roku wygrała Damallsvenskan z Tyresö i Women's Premier Soccer League Elite z Western New York Flash. Wygrała również Turniej Kwalifikacyjny do Igrzysk Olimpijskich CONCACAF oraz Mistrzostwa Świata Kobiet 2015 z reprezentacją narodową USA.

### Klubowe
Western New York Flash
- Women's Premier Soccer League Elite: 2012

Tyresö
- Damallsvenskan: 2012

### Międzynarodowe
Stany Zjednoczone Ameryki
- Turniej Kwalifikacyjny do Igrzysk Olimpijskich strefy CONCACAF: 2012
- Mistrzostwa Świata w Piłce Nożnej Kobiet: 2015